# Khai Thành thạch kinh

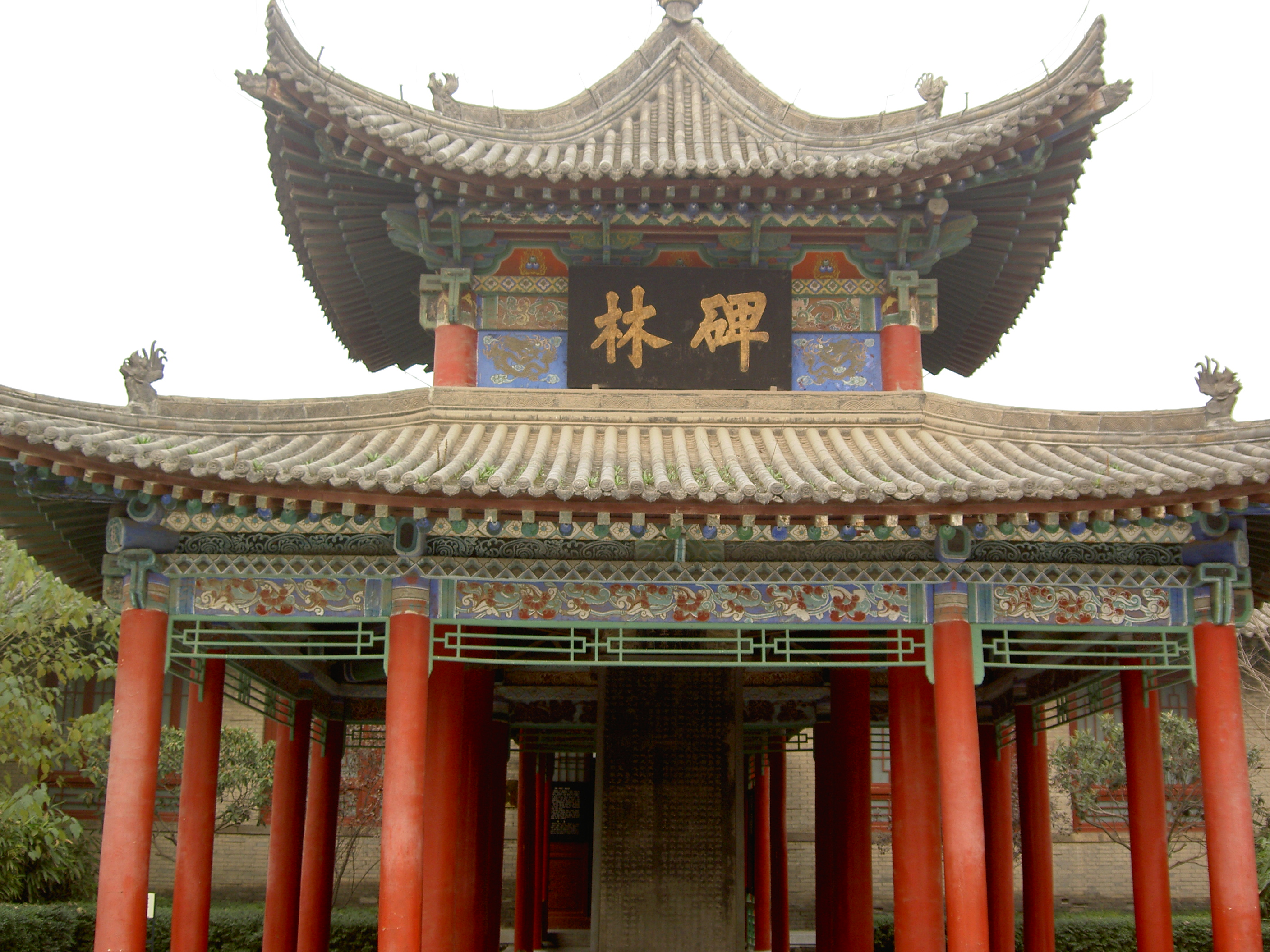
Bảo tàng Bi Lâm ở Tây An, nơi lưu giữ các tác phẩm kinh điển bằng đá.

Khai Thành thạch kinh (開成石經) hoặc thạch kinh thời Đường là một nhóm mười hai tác phẩm kinh điển Nho giáo thời kỳ đầu của Trung Quốc được chạm khắc trên bia đá theo lệnh của Đường Văn Tông vào năm 833–837 niên hiệu Khai Thành thời Đường để làm tài liệu tham khảo cho giới học giả. Các tác phẩm được ghi nhận gồm:
- Kinh Dịch (易經 Yìjīng)
- Kinh Thư (書經 Shūjīng)
- Kinh Thi (詩經 Shījīng)
- Chu lễ (周禮 Zhōulǐ, ban đầu là một phần của Lễ ký)
- Nghi lễ (儀禮 Yílǐ, ban đầu là một phần của Lễ ký)
- Lễ ký (禮記 Lǐjì)
- Tả truyện (左傳 Zuǒzhuàn) dựa trên Kinh Xuân Thu
- Công Dương truyện (公羊傳 Gōngyáng Zhuàn) dựa trên Kinh Xuân Thu
- Cốc Lương truyện (穀梁傳 Gǔliáng Zhuàn) dựa trên Kinh Xuân Thu
- Luận ngữ (論語 Lúnyǔ)
- Hiếu kinh (孝經 Xiàojīng)
- Nhĩ Nhã (爾雅 Ěryǎ)

Các tác phẩm kinh điển này với hơn 650.000 chữ Hán khắc hai mặt trên 114 phiến đá hiện được bảo quản trong Bảo tàng Bi Lâm ở Tây An, Trung Quốc. Được nhiều người coi là cuốn sách nặng nhất thế giới, những tấm bảng này cũng là một trong những bản sao hoàn chỉnh nhất của những tài liệu quan trọng về văn hóa Trung Quốc từng tồn tại.

## Kinh điển Nho giáo bằng đá khác

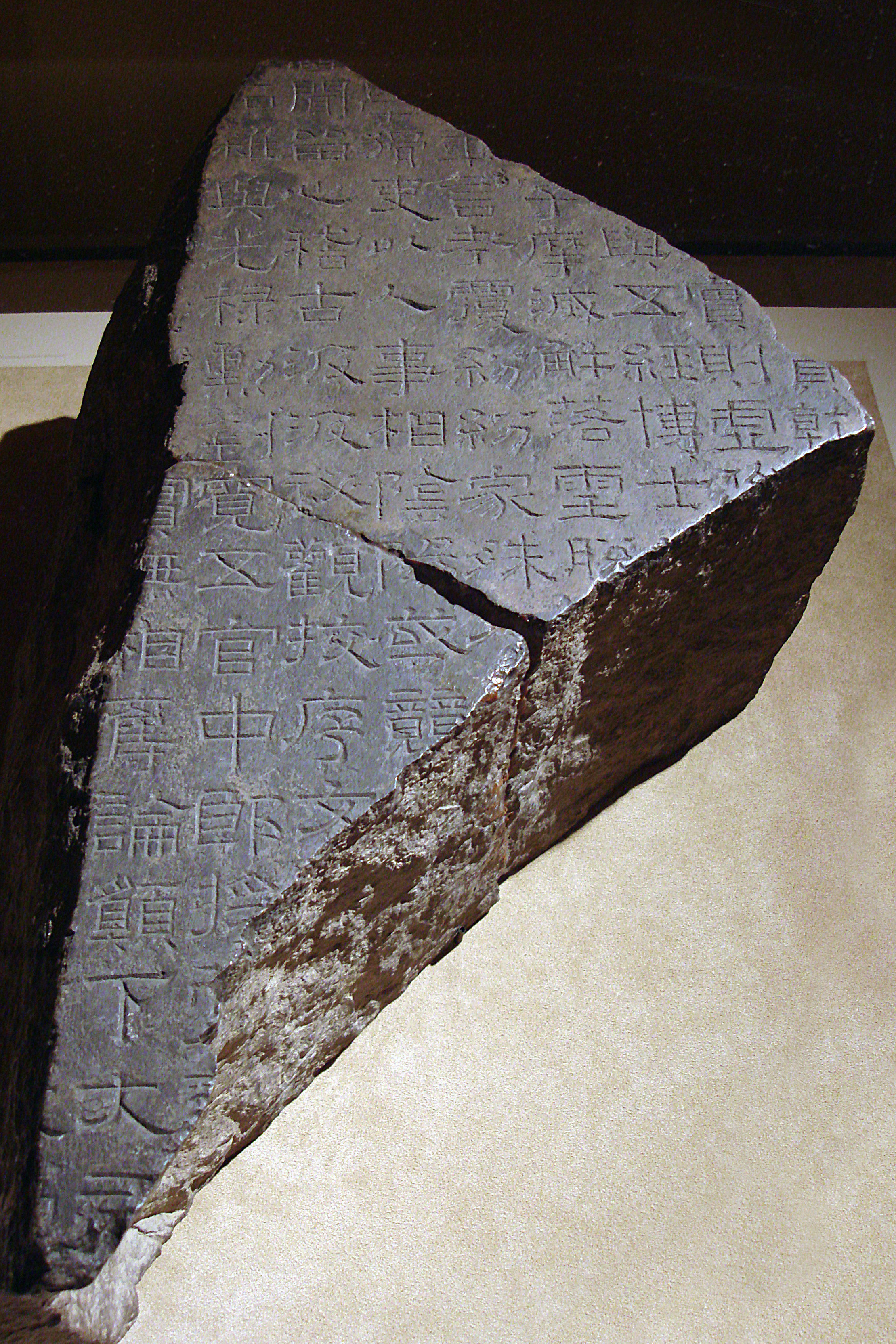
Mảnh vỡ của Hy Bình thạch kinh.

Kinh điển Nho giáo đã nhiều lần được khắc trên bia đá. Hy Bình thạch kinh hay thạch kinh thời Hán được thành lập tại nhà Thái học bên ngoài Lạc Dương vào năm 175–183. Khoảng 200.000 chữ Hán được khắc trên 46 tấm bia, bao gồm văn bản của bảy bộ kinh được công nhận vào thời điểm đó: Kinh Dịch, Kinh Thư, Kinh Thi, Lễ ký, Kinh Xuân Thu, Hiếu kinh và Luận ngữ. Chỉ còn sót lại một vài mảnh vỡ của những viên đá này. Kinh Chính trị (正始) năm 241 ghi lại ba bộ kinh này bằng ba chữ in, nhưng những kinh điển này đã biến mất kể từ đó.
Những bộ thạch kinh này bao gồm Quảng chính (廣政) (944), Gia hữu (嘉祐) (1061) và Thái học (1131). Suốt thời Tống, Mạnh Tử cũng được công nhận là một phần của tác phẩm kinh điển Nho giáo, tạo ra thập tam kinh. Nó còn nằm trong các bản khắc in vào năm 1789 dưới thời Càn Long nhà Thanh, thêm 30.000 chữ nữa trên 17 bảng khắc in. Bộ hoàn chỉnh gồm 190 bản khắc in chứa hơn 630.000 chữ được lưu giữ trong Khổng miếu, Bắc Kinh.